# Diabelska pętla
Diabelska pętla (d. Tornado) – kolejka górska francuskiej firmy Soquet położona w parku Legendia w Chorzowie  przeniesiona w 2007 roku z parku American Park of Adventure w Wielkiej Brytanii.
Jest pierwszym roller coasterem w Polsce posiadającym inwersje. Dodatkową atrakcję stanowi też przedostatni rząd siedzeń, który zwrócony jest tyłem do kierunku jazdy. Podczas przejazdu prędkość dochodzi do 70 km/h, natomiast przeciążenia do 3 g. Kolejka jest dostępna dla gości parku w wieku od 10 lat i 140 cm wzrostu. W przerwie między sezonami 2018 i 2019 kolejka przeszła remont i zmieniła nazwę.

## Opis przejazdu
Pociąg opuszcza stację i rozpoczyna natychmiast powolny wjazd na główne wzniesienie o wysokości 20 m, z którego zjeżdża po prawoskrętnym łuku. Następnie pokonuje dwie pętle z rzędu, niskie wzniesienie z niewielką zmianą kierunku w lewo, po czym przejeżdża przez prawoskrętna spiralę, zostaje wyhamowany i wraca na stację.

## Tematyzacja
Kolejka oryginalnie nie posiadała tematu przewodniego. W latach 2007–2011, gdy sponsorem atrakcji był Tic Tac, logo marki znajdowało się m.in. w okolicy wejścia i na czele pociągu.
Po remoncie z lat 2018–2019 stacja uzyskała tematyzację nawiązującą do kopalni z elementami folkloru otaczającego postać czarownicy. Podpory kolejki są ciemnoszare, struktura obu pętli zielona, natomiast reszta toru stalowoszara. Pociąg niebiesko-brązowy. 

## Lokalizacje i zmiany nazwy
Kolejka dwukrotnie zmieniała lokalizację i wielokrotnie nazwę:
| # | Park            | Park                       | Nazwa           | Lata działania |
| - | --------------- | -------------------------- | --------------- | -------------- |
| 1 | Wielka Brytania | Lightwater Valley          | Soopa Loopa     | 1988–1994      |
| 2 | Wielka Brytania | American Park of Adventure | Iron Wolf       | 1995           |
| 2 | Wielka Brytania | American Park of Adventure | Gladiators      | 1996           |
| 2 | Wielka Brytania | American Park of Adventure | Sky Looper      | 1997–1998      |
| 2 | Wielka Brytania | American Park of Adventure | Twin Looper     | 1999–2002      |
| 2 | Wielka Brytania | American Park of Adventure | JCB Twin Looper | 2003–2004      |
| 2 | Wielka Brytania | American Park of Adventure | Twin Looper     | 2005–2006      |
| 3 | Polska          | Legendia                   | Tic-Tac Tornado | 2007–2011      |
| 3 | Polska          | Legendia                   | Tornado         | 2012–2018      |
| 3 | Polska          | Legendia                   | Diabelska pętla | 2019+          |

## Galeria

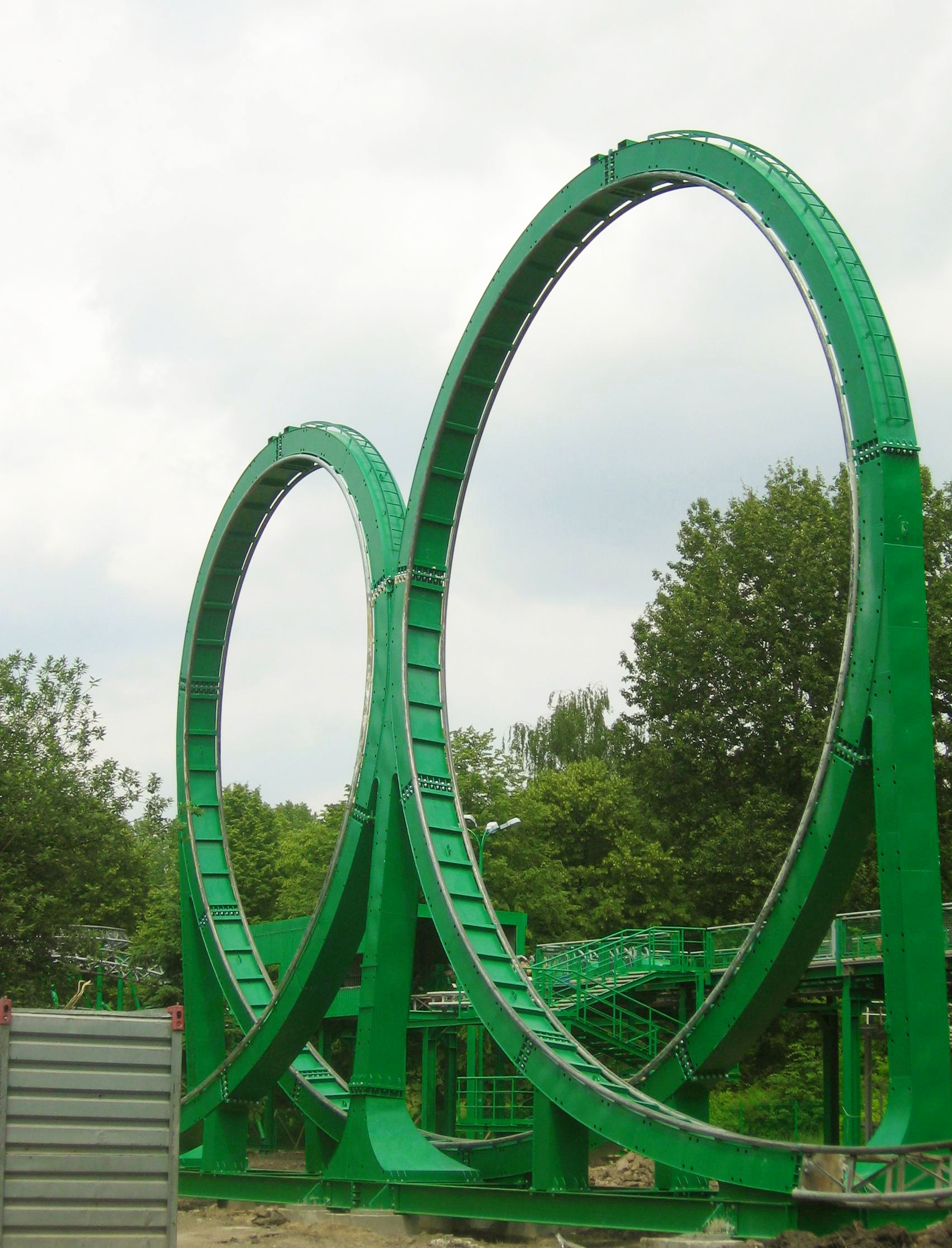
Podwójna pętla
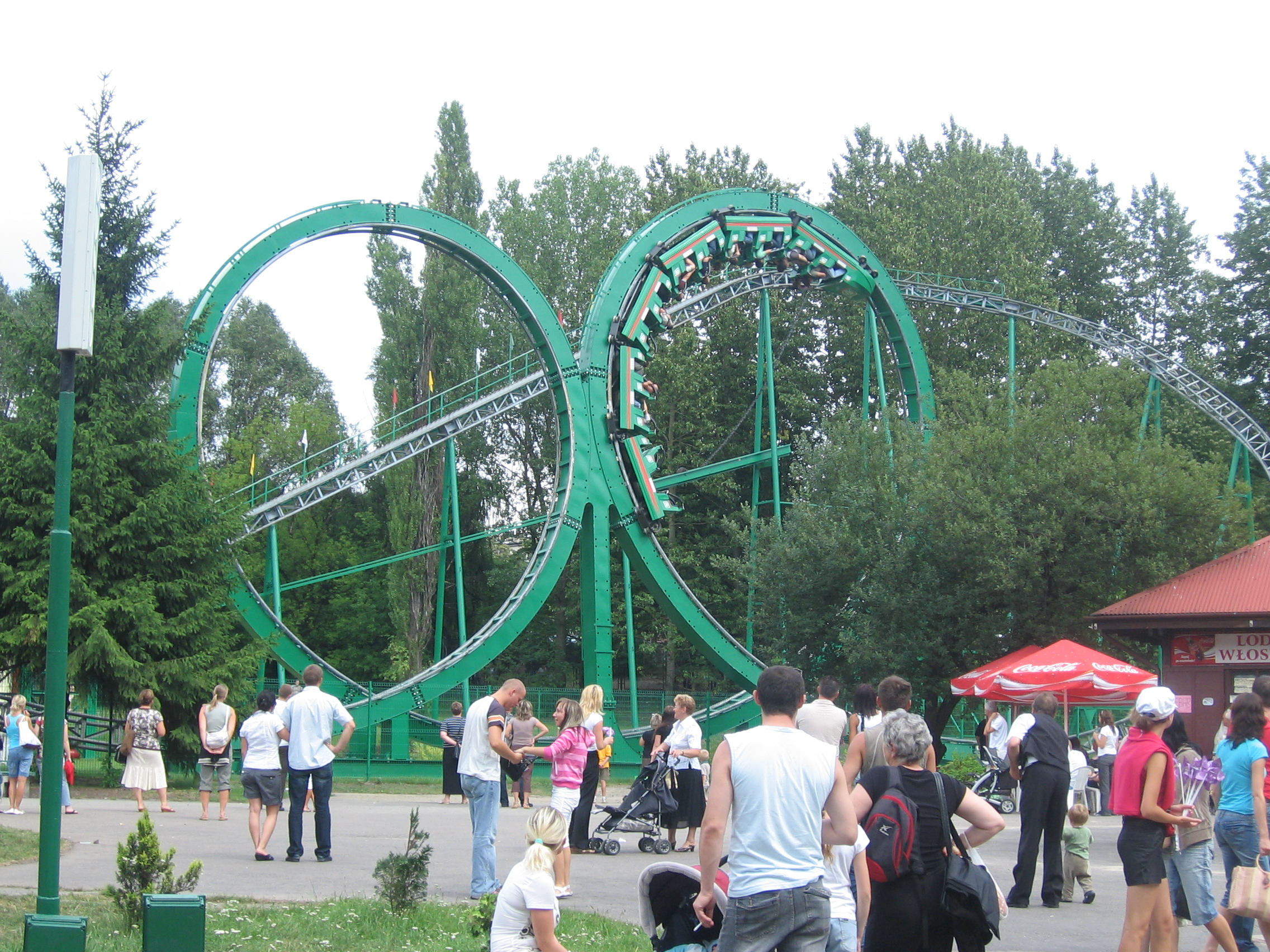
Pociąg na pierwszej pętli
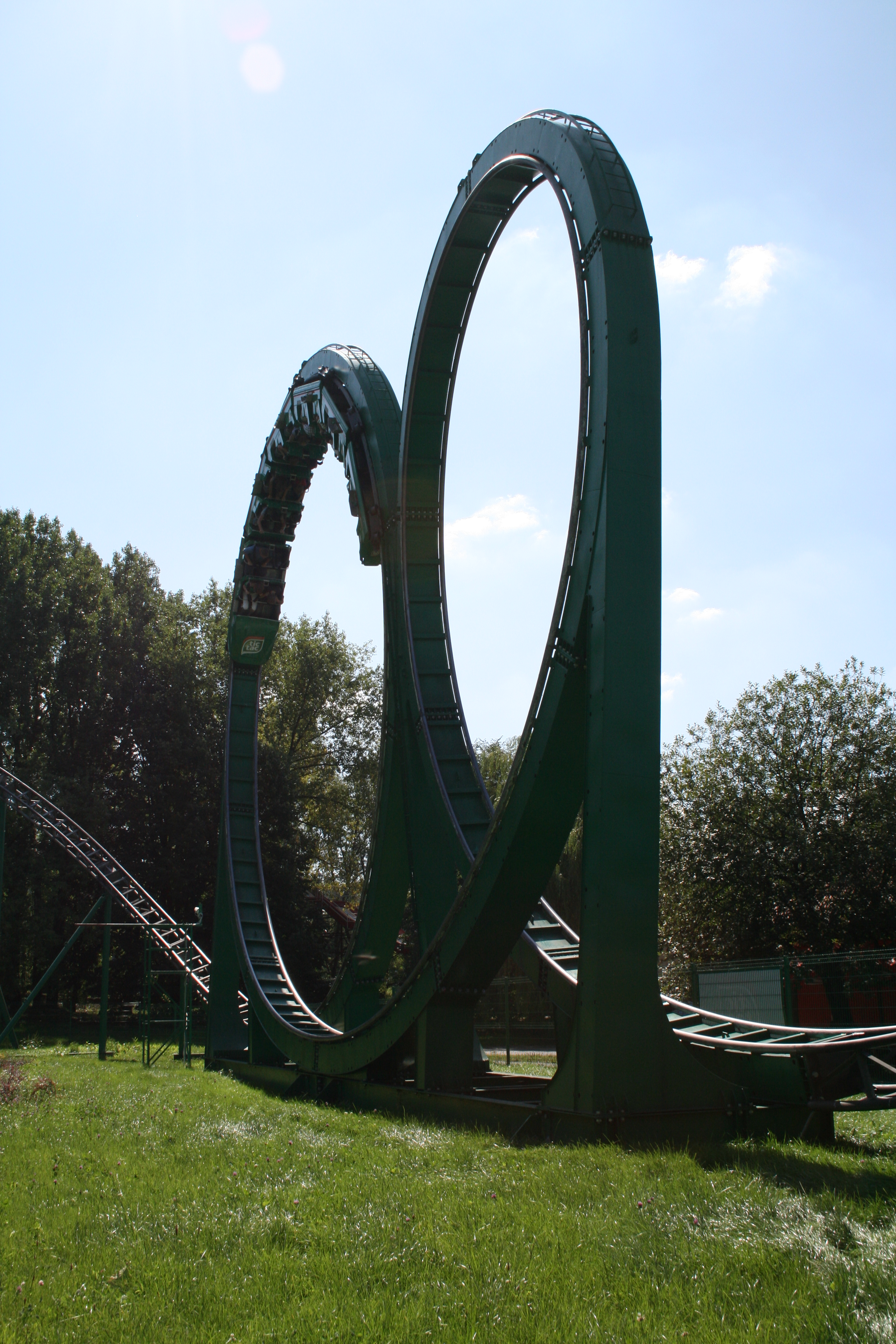
Kolejka – widok ze ścieżki prowadzącej do wejścia